# Karl Ludwig Harding
Karl Ludwig Harding (29 de setembre de 1765 - 31 d'agost de 1834) fou un astrònom alemany notable per haver descobert l'asteroide 3 Juno.
A part de Juno, també descobrí tres cometes i publicà l'obra Atlas novus coelestis amb 120.000 estrelles catalogades. El cràter Harding a la Lluna fou anomenat així en el seu honor, i també l'asteroide 2003 Harding.